# Skåda i väster åt Chang'an
Skåda i väster åt Chang'an är en teaterpjäs författad av Lao She 1956. Den handlar om en bedragare vid namn Li Wancheng som utger sig för att vara partimedlem, hjälte och partikader.
Pjäsen innehåller komik men är också i viss mån en satir om 1950-talets Kina där högt uppsatta partimedlemmar, deras familjer och vänner utgjorde en synnerligen privilegierad samhällsklass.